# Quận XII, Budapest
Quận XII, Budapest là một quận thuộc hạt főváros, Hungary. Quận này có diện tích 26,67 km², dân số năm 2010 là 55980 người, mật độ 2099 người/km².